# Amastris d'Heracleia
Amastris o Amestris (en grec antic Ἄμαστρις o Ἄμηστρις) o també Amastrina (Ἀμαστρινή) era filla d'Oxatres, el germà gran de Darios III de Pèrsia.
Alexandre el Gran la va donar en matrimoni a Cràter, però aquest es va enamorar de Fila, la filla d'Antípater i Amastris, repudiada, es va casar llavors amb Dionís, tirà d'Heraclea Pòntica, el 322 aC. Dionís va morir el 306 aC i ella va quedar com a tutora dels seus fills Clearc i Oxiatres. Es va casar llavors amb Lisímac de Tràcia (302 aC), que la va repudiar al cap de poc per casar-se amb Arsinoe, filla de Ptolemeu I Sòter. Amastris es va retirar a Heraclea, on va governar per dret propi i en nom dels fills. Va fundar una ciutat de nom Amastris, a la costa de Paflagònia. Va morir ofegada pels seus fills cap a l'any 288 aC.